# 대한민국 형사소송법 제264조
대한민국 형사소송법 제264조는 대리인에 의한 신청과 1인의 신청의 효력, 취소에 대한 형사소송법의 조문이다.

## 조문
제264조(대리인에 의한 신청과 1인의 신청의 효력, 취소) ① 재정신청은 대리인에 의하여 할 수 있으며 공동신청권자 중 1인의 신청은 그 전원을 위하여 효력을 발생한다.

②재정신청은 제262조제2항의 결정이 있을 때까지 취소할 수 있다. 취소한 자는 다시 재정신청을 할 수 없다. 

③전항의 취소는 다른 공동신청권자에게 효력을 미치지 아니한다.

## 참고 문헌
- 손동권 신이철, 새로운 형사소송법(초판, 2013), 세창, 2013. ISBN 9788984114081

## 같이 보기
- 재정신청